# Liga Turca de Basquetebol Amador
| 1º Nível |  | BSL  |
| 2º Nível |  | TBL  |
| 3º Nível |  | TB2L |
| 4º Nível |  | EBBL |

A Quarta Divisão da Liga Turca de Basquetebol, também conhecida como a Liga Turca de Basquetebol Amador (em turco:  Türkiye Erkekler Basketbol Bölgesel Ligi) algumas vezes referida como TB3L, trata-se da liga de quarto nível na pirâmide do basquetebol profissional masculino na Turquia sendo disputada regionalmente. Na temporada 2015-16 a então TBL (primeira divisão) mudou sua denominação para Basketbol Süper Ligi (BSL), a segunda divisão mudou de TB2L para a atual designação TBL e por consequência a liga terciária passou de TB3L para TB2L. Entre as temporadas de 2006-07 e 2013-14 a EBBL correspondia ao terceiro nível

## Temporadas
| Temporada | Campeões                  | Outras equipes promovidas                                 |
| --------- | ------------------------- | --------------------------------------------------------- |
| 2006–07   | Gazi Üniversitesi SK      |                                                           |
| 2007–08   | Genç Telekom SK           |                                                           |
| 2008–09   | Hacettepe Üni             |                                                           |
| 2009–10   | Gaziantep                 |                                                           |
| 2010–11   | Çirali Grup Pamukkale Üni |                                                           |
| 2011–12   | Söğütsen Seramik          | İzmir BşB, Yeşilgiresun                                   |
| 2012–13   | Büyükçekmece Basketbol    | I.T.Ü Istambul, Ankara DSİ                                |
| 2013–14   | Gediz Üniversitesi SK     | Asut Mersin(*), Mondi Meliksa, Adanaspor (4º), Afyon (5º) |
| 2014–15   | TED Istambul              |                                                           |
| 2015–16   | EfeSpor                   |                                                           |
| 2016–17   | ITÜ                       |                                                           |
| 2017–18   | Söğütsen Seramik          |                                                           |

(*) desistiu